# Dawit Isaak
Dawit Isaak (* 27. Oktober 1964 in Asmara, Kaiserreich Abessinien) ist ein schwedisch-eritreischer Schriftsteller und Journalist, der seit September 2001 aus vermutlich politischen Gründen ohne Anklage oder Urteil in einem eritreischen Gefängnis festgehalten wird. Er gehört damit zu den weltweit am längsten inhaftierten Journalisten.

## Biografie

### Kindheit und Jugend in Eritrea
Dawit Isaak wurde 1964 in Eritrea geboren, das seinerzeit eine Provinz des Kaiserreichs Abessinien war. Seine Eltern betrieben in Asmara einen Feinkosthandel mit italienischen Produkten. Er hatte fünf Geschwister. Als Schüler begann Isaak, Theaterstücke zu schreiben und zu inszenieren; er verfasste außerdem Romane und Kurzgeschichten in Tigrinya.

### Schweden
1985 kam Isaak als Flüchtling nach Schweden. Er ließ sich in Lerum nieder und bestritt seinen Lebensunterhalt als Reinigungskraft. 1992 erhielt er zusätzlich zur eritreischen die schwedische Staatsbürgerschaft.

### Journalist in Eritrea
Nach der Unabhängigkeit Eritreas im Jahr 1993 kehrte Isaak in sein Heimatland zurück, wo er heiratete und Vater von drei Kindern wurde. Nach einigen Jahren wurde er Autor für die Zeitung Setit, die als erstes unabhängiges Pressemedium Eritreas gilt; später wurde er Mitinhaber der Zeitung. Mit seiner Arbeit als Journalist setzte er sich für die Redefreiheit ein und schrieb über Demokratiebewegungen in Eritrea.
Ab dem Jahr 2000 hatte Isaak Kontakt zu einer G-15 genannten Gruppe von Politikern und Militärs, die im Frühjahr 2001 in mehreren Briefen an Isayas Afewerki, den diktatorisch agierenden Alleinherrscher Eritreas, das Fehlen einer Verfassung, einer Gerichtsbarkeit und die Verzögerung von Wahlen kritisierten. Dawit Isaaks Zeitung Setit veröffentlichte den zweiten Brief der Gruppe landesweit.

### Haft

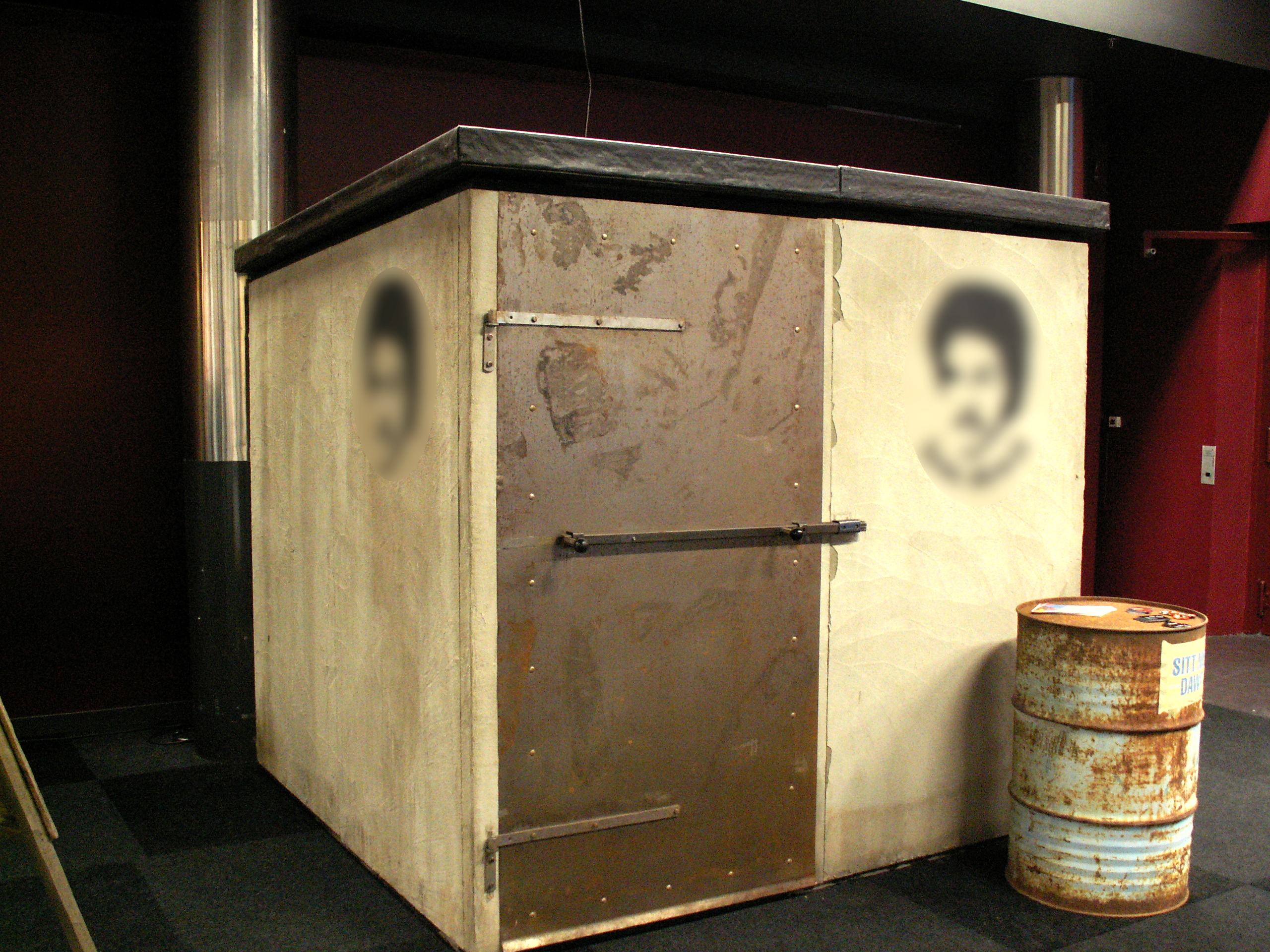
Nachbildung einer möglichen Gefängniszelle Dawit Isaaks

Am 23. September 2001 wurde Isaak – so wie nahezu alle Mitglieder der G-15 – in Asmara verhaftet. Einen Monat nach seiner Inhaftierung kehrte Isaak in Begleitung von Wächtern für ein paar Stunden zu seiner Familie zurück, um Ersatzbekleidung zu holen. Anfang 2002 befand er sich in einem Krankenhaus in Asmara, wo er Besuch von seiner Familie erhalten konnte. Danach gab es dreieinhalb Jahre lang kein Lebenszeichen von ihm. Am 19. November 2005 wurde Isaak entlassen. Er meldete sich telefonisch bei seiner Familie, besuchte sie aber nicht. Nach zwei Tagen wurde er erneut inhaftiert. zu den Hintergründen der neuerlichen Inhaftierung gibt es unterschiedliche Hypothesen. Teilweise wird vermutet, dass Isaaks Freilassung von Beginn an nur vorübergehend gewesen sei, um ihm eine ärztliche Behandlung zu ermöglichen; andere spekulieren, es sei eine endgültige Entlassung Isaaks geplant gewesen, die aber durch ungeschicktes Verhalten des schwedischen Botschafters in Asmara gescheitert sei. Seitdem fehlt jedes direkte Lebenszeichen von ihm.
Ein ehemaliger eritreischer Gefängniswärter erklärte nach seiner Flucht 2010, Isaak sei einer von wenigen Mitgliedern der G-15, die noch am Leben seien. Isaak werde in einem Schiffscointainer in Isolationshaft gehalten. 2011 sprach Afewerki in der Zeitform Präsens über Isaak; daraus wird teilweise geschlossen, dass er zu dieser Zeit noch lebte. Seitdem gibt es auch keine indirekten Hinweise mehr auf seinen Verbleib. Es ist nicht sicher, ob Isaak in den 2020er-Jahren noch am Leben ist.
Isaaks Tochter Betlehem beschrieb die traumatischen Folgen der dauerhaften Trennung von ihrem Vater und der Ungewissheit über sein Schicksal in ihrer Autobiographie Mitt liv utan dig (Mein Leben ohne dich), die 2020 im schwedischen Verlag Brombergs erschien.

## Bemühungen um Isaaks Freilassung
Die vier größten schwedischen Tageszeitungen Dagens Nyheter, Svenska Dagbladet, Aftonbladet und Expressen führen seit März 2009 eine Kampagne zur Freilassung von Dawit Isaak unter dem Namen free dawit.

## Einlassungen aus Eritrea
Die Regierung Eritreas greift diese Bemühungen nicht auf. Der eritreische Machthaber Afewerki erklärte zehn Jahre nach Isaaks Inhaftierung auf Fragen eines schwedischen Journalisten:

„Ich weiß es nicht. Und es interessiert mich auch nicht, wo er ist und was er macht. Er hat einen großen Fehler gemacht.“

„Es wird keinen Prozess geben, und wir werden ihn nicht freilassen. Wir wissen, wie wir seine Sorte zu behandeln haben.“

Der eritreische Informationsminister Yemane Gebremeskel sieht Isaak als Teil einer Gruppe von Verschwörern:

„Isaaks Verbrechen sind nicht sein Journalismus oder seine Meinungen. Er war vielmehr Teil einer Gruppe, der wir Hochverrat vorwerfen. Er kann von dieser Gruppe nicht getrennt betrachtet werden.“

## Auszeichnungen
- Im November 2009 wurde Isaak mit dem Tucholsky-Preis der schwedischen P.E.N.-Sektion ausgezeichnet. Zur Begründung hieß es, „der Name Dawit Isaak ist für das gesamte schwedische Volk ein Synonym geworden für den Kampf für die Redefreiheit und die Freiheit der Presse“.[13] Der Preis wird normalerweise an Schriftsteller verliehen, die im eigenen Land verfolgt oder bedroht werden und daher im Exil leben müssen.
- Oktober 2011: Golden Pen of Freedom Award der World Association of Newspapers, der stellvertretend in Wien an seinen Bruder Esaias übergeben wurde.[14]
- März 2017: Guillermo Cano World Press Freedom Prize
- November 2024: Für seinen Einsatz für die Meinungsfreiheit und für seinen außergewöhnlichen Mut erhielt Isaak den schwedischen Menschenrechtspreis, den Edelstam-Preis.[15][16]